# Yacht Club Games
Yacht Club Games, LLC est un studio de développement et éditeur de jeux vidéo indépendant américain fondé en 2011 et notamment célèbre pour la série de jeux vidéo Shovel Knight.

## Histoire
Le studio est créé en 2011 par l'ancien directeur de WayForward Technologies, Sean Velasco.
La société annonce son premier titre, Shovel Knight, le 14 mars 2013 le publie le 26 juin 2014, après une campagne Kickstarter réussie.
En 2016, la société annonce qu'elle commence à publier des jeux d'autres sociétés tels que Azure Striker Gunvolt : Striker Pack, une compilation contenant Azure Striker Gunvolt et Azure Striker Gunvolt 2, et Cyber Shadow, un jeu développé par Mechanical Head Studios.
En février 2022, la société annonce son deuxième titre original, Mina the Hollower.

## Liste des jeux développés
| Année   | Titre                             | Genre                                         | Plate-forme | Notes |
| ------- | --------------------------------- | --------------------------------------------- | --- | --- |
| 2014    | Shovel Knight: Shovel of Hope     | Plateforme                                    | Amazon Fire TV, Linux, macOS, Microsoft Windows, Nintendo 3DS, Nintendo Switch, PlayStation 3, PlayStation 4, PlayStation Vita, Wii U, Xbox One | Initialement publié simplement sous le nom de "Shovel Knight" mais renommé plus tard avec le sous-titre "Shovel of Hope"                                                                                  |
| 2015    | Shovel Knight: Plague of Shadows  | Plateforme                                    | Amazon Fire TV, Linux, macOS, Microsoft Windows, Nintendo 3DS, Nintendo Switch, PlayStation 3, PlayStation 4, PlayStation Vita, Wii U, Xbox One | Pack d'extension pour Shovel Knight |
| 2017    | Shovel Knight: Specter of Torment | Plateforme                                    | Amazon Fire TV, Linux, macOS, Microsoft Windows, Nintendo 3DS, Nintendo Switch, PlayStation 3, PlayStation 4, PlayStation Vita, Wii U, Xbox One | Pack d'extension pour Shovel Knight |
| 2019    | Shovel Knight: King of Cards      | Plateforme                                    | Amazon Fire TV, Linux, macOS, Microsoft Windows, Nintendo 3DS, Nintendo Switch, PlayStation 3, PlayStation 4, PlayStation Vita, Wii U, Xbox One | Pack d'extension pour Shovel Knight |
| 2019    | Shovel Knight Showdown            | Combat                                        | Amazon Fire TV, Linux, macOS, Microsoft Windows, Nintendo Switch, PlayStation 3, PlayStation 4, Wii U, Xbox One                                 | Pack d'extension pour Shovel Knight |
| 2021    | Shovel Knight Pocket Dungeon      | Dungeon crawler, puzzle, roguelite            | macOS, Microsoft Windows, Nintendo Switch, PlayStation 4                                                                                        | Série Shovel Knight,. Co-développé avec Vine. |
| 2022    | Shovel Knight Dig                 | Dungeon crawler, roguelite, jeu de plateforme | Nintendo Switch, PlayStation 4 | Série Shovel Knight. Co-développé avec Nitrome. |
| À venir | Shovel Knight: Shovel of Hope DX  | Plateforme                                    | | Contient tous les pack d'extension de Shovel Knight avec l’ajout de nouveaux contenus ainsi que le retour de certaines fonctionnalités exclusives a certaines versions du jeu comme la 3D stéréoscopique. |
| À venir | Mina the Hollower                 | Action-aventure                               | | |
| À venir | Suite au premier Shovel Knight    |                                               | | |

## Liste de jeux publiés
| Année | Titre                               | Développeur             | Genre                           | Plateforme(s)                                                                             | Note(s)                                                                  |
| ----- | ----------------------------------- | ----------------------- | ------------------------------- | ----------------------------------------------------------------------------------------- | ------------------------------------------------------------------------ |
| 2016  | Azure Striker Gunvolt: Striker Pack | Inti Creates            | Jeu d'action, Jeu de plateforme | Nintendo 3DS                                                                              | Compilation physique de Azure Striker Gunvolt et Azure Striker Gunvolt 2 |
| 2021  | Cyber Shadow,                       | Mechanical Head Studios | Jeu d'action, Jeu de plateforme | Linux, macOS, Microsoft Windows, Nintendo Switch, PlayStation 4, PlayStation 5, Xbox One, |                                                                          |